# Escara
Escara ist eine Ortschaft im Departamento Oruro im Hochland des südamerikanischen AndenstaatesBolivien.

## Lage im Nahraum
Escara liegt auf dem bolivianischen Altiplano in der Provinz Litoral und ist zentraler Ort des Municipio Escara. Die Ortschaft liegt auf einer Höhe von 3725 m am Osthang eines Gebirgsmassivs aus zwei quartären Schichtvulkanen, dem Pacha Kkollu Quimsa Misa (4702 m) im Nordwesten und dem Inca Camacho (4792 m) im Osten. Direkt östlich der Ortschaft fließt der Río Sabaya von Norden nach Süden und mündet 20 Kilometer weiter südlich in den Salzsee Salar de Coipasa.

## Geographie
Das Klima von Escara ist semiarid und weist eine kurze Regenzeit im Sommer auf, der Jahresniederschlag liegt bei niedrigen 200 mm (siehe Klimadiagramm Huachacalla). Die Jahresdurchschnittstemperatur liegt bei knapp 6 °C ohne wesentliche Schwankungen im Jahresverlauf, aber mit starken Tagesschwankungen der Temperatur und häufigem Frostwechsel.
Die Vegetation im Raum Esmeralda entspricht der semiariden Puna. Sie ist baumlos und setzt sich vor allem aus Dornsträuchern, Gräsern, Sukkulenten und Polsterpflanzen zusammen. Sie wird wirtschaftlich als Lama-, Alpaka- und Schafweide genutzt.

## Verkehrsnetz
Escara liegt in einer Entfernung von 175 Straßenkilometern südwestlich von Oruro, der Hauptstadt des Departamentos.
Von Oruro aus führt die unbefestigte Nationalstraße Ruta 12 über Toledo und Ancaravi nach Huachacalla. Hier zweigt in östlicher Richtung eine unbefestigte Piste ab, die Escara nach vierzehn Kilometern erreicht.

## Bevölkerung
Die Einwohnerzahl der Ortschaft Escara ist in den vergangenen beiden Jahrzehnten auf ein Mehrfaches angestiegen:
| Jahr | Einwohner | Quelle       |
| ---- | --------- | ------------ |
| 1992 | 210       | Volkszählung |
| 2001 | 396       | Volkszählung |
| 2012 | 1500      | Volkszählung |
| 2024 |           | Volkszählung |

Die Region weist einen hohen Anteil indigener Bevölkerung auf, im Municipio Escara sprechen 81,1 Prozent der über 6-Jährigen Aymara (2001).